# Rezzoaglio
Rezzoaglio (Rezzoaggio in ligure, Rosagni nella variante locale) è un comune italiano di 859 abitanti della città metropolitana di Genova in Liguria.

## Geografia fisica

### Territorio
Situato nell'ampia piana del fiume Aveto, il territorio comunale di Rezzoaglio è il più esteso della città metropolitana di Genova, dopo il capoluogo Genova, e il principale paese della bassa val d'Aveto ad est di Genova. Attraverso il passo della Forcella (875 m s.l.m.) è possibile raggiungere la valle Sturla ed in particolare il comune di Borzonasca.
Il suo territorio fa parte del Parco naturale regionale dell'Aveto.
Tra le vette del territorio il monte Aiona (1701 m), il monte delle Lame (1595 m), il monte degli Abeti (1545 m), il monte Cerighetto (1527 m), il monte Oramara (1522 m), il monte Montarlone (1501 m), il monte Groppetti del Lupo (1453 m), il monte Roccabruna (1418 m), il monte Gifarco (1380 m), il bric Sassarini (1308 m), il monte Pietre dello Zucchero (1303 m), il monte Collere (1289 m), il monte Pianazze (1275 m), il monte Laghicciola (1260 m), il monte Cianazze (1256 m), il monte Pessino (1255 m), il monte Piscino (1250 m), il monte Posasso (1234 m), il monte Castelmare (1229 m), il monte Merizzi (1226 m), il monte Rotteri (1224 m), il monte Creso (1214 m), il monte Fascia (1201 m), la Pietra Bianca (1198 m), il monte del Salto (1180 m), il monte Possasco (1183 m), il monte Pagliaro (1180 m), il monte Carmo (1160 m), il monte Lupo (1147 m), il monte della Croce (1142 m), il bric della Scavizzola (1125 m), il monte Vaccada (1121 m), il monte Gosciona (1107 m), il monte Ventarola (1098 m), il monte Cavallo (1092 m), il monte Pozzale (1080 m), il bric dell'Arietta (1067 m), il monte Curma (1051 m), il monte Pian del Croso (1042 m), la Madonna dell'Alpe (1012 m), la cima d'Acero (1006 m), il monte Tana (997).

## Origine del nome
Il nome dialettale usato dagli abitanti "Rusagni"  deriva dal latino "rus agni" ovvero "villaggio degli agnelli", derivante dall'intensa attività pastorizia svoltasi in tutta la valle nei secoli passati.

## Storia

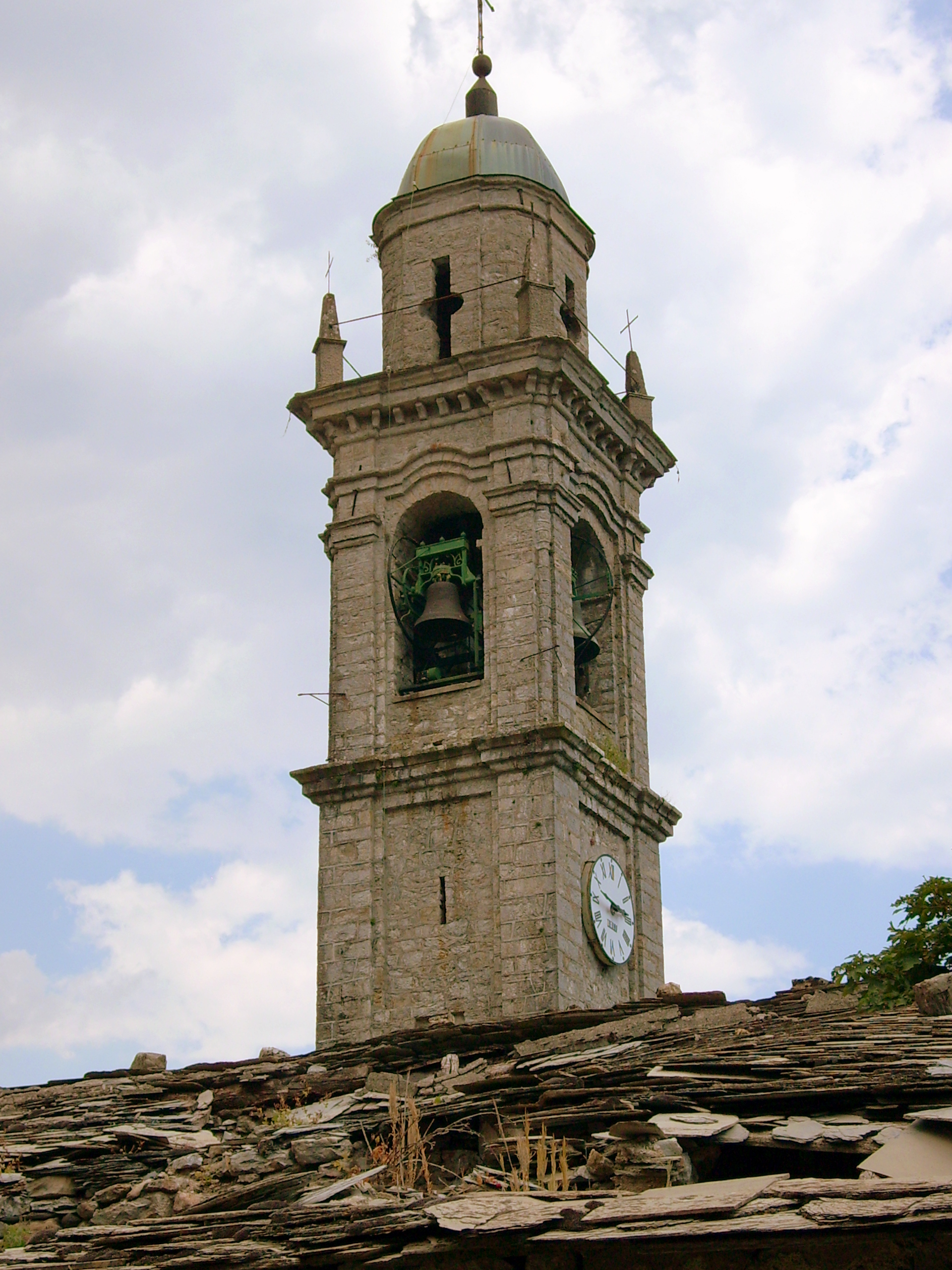
Scorcio del campanile della chiesa di San Bernardo a Cabanne

L'insediamento del comune nacque principalmente per motivi commerciali; il territorio comunale, infatti, si sviluppa lungo la strada che univa la val Fontanabuona a Piacenza. Nel XII secolo vi fu creato il monastero di San Michele de Petra Martina (poi di San Lorenzo), l'odierno abitato di Villa Cella.
Appartenente al feudo imperiale di Santo Stefano d'Aveto, ne seguì come territorio le primarie vicende storiche. Un documento dell'imperatore Federico Barbarossa, risalente al 1164, testimonia il passaggio dei feudi avetani alla famiglia Malaspina. Altri documenti testamentari citano il villaggio nel 1211 e 1251 e il dominio feudale dei Da Meleto che amministrarono il borgo rezzoagliese fino al 1330.
Dal 1495 venne assoggettato ai conti Fieschi di Lavagna e quindi, dopo la congiura di Gianluigi Fieschi nel 1547 contro il potere della Repubblica di Genova, alla famiglia genovese Doria e ai locali Della Cella che dominarono il paese dal XVI secolo al 1797.
Da tale anno con la dominazione francese di Napoleone Bonaparte rientrò dal 2 dicembre nel dipartimento dei Monti Liguri Orientali, con capoluogo Ottone, all'interno della Repubblica Ligure. Dal 28 aprile del 1798 con i nuovi ordinamenti francesi, Rezzoaglio rientrò nel X cantone, con capoluogo Cabanne, della giurisdizione dei Monti Liguri Orientali e dal 1803 venne inserita nel V cantone dell'Aveto, con capoluogo santo Stefano d'Aveto, nella giurisdizione dell'Entella.
Nel 1804 le furono aggregate le municipalità di Cabanne e Priosa, queste ultime istituite e rese autonome nel 1797 con decreto dell'arcitesoriere dell'impero francese. Annesso al Primo Impero francese dal 13 giugno 1805 al 1814 venne inserito nel dipartimento degli Appennini. Nel 1805 la frazione di Cabanne fu ceduta al comune di Santo Stefano d'Aveto.

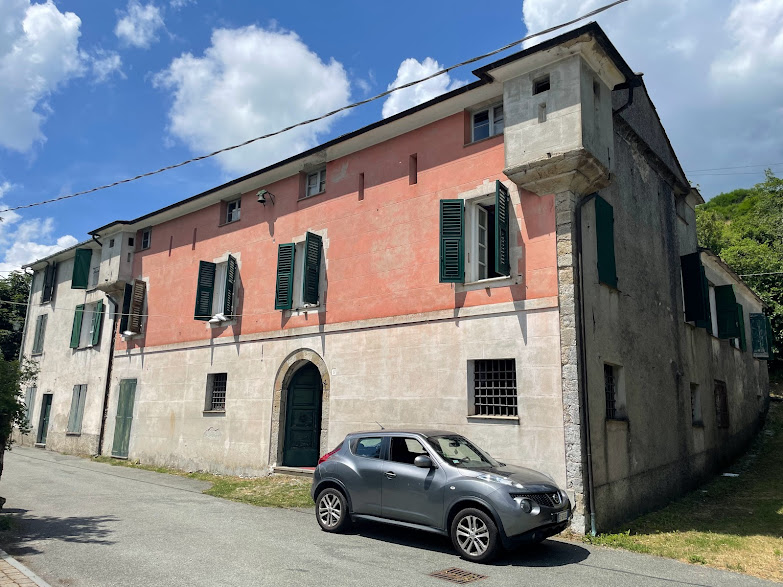
Il palazzo Della Cella nella frazione di Cabanne

Con l'inserimento nel Regno di Sardegna dal 1815, secondo le decisioni del congresso di Vienna del 1814, la municipalità di Rezzoaglio venne soppressa e aggregata al comune di Santo Stefano d'Aveto - pur conservandone l'ufficio locale di stato civile fino al 1876 - tranne le località di Rezzoaglio, Rezzoaglio basso, Alpepiana, Brignole, Calcinara, Casaleggio, Costafigara, Isola Rotonda, Ertola, Esola, Garba, Lovari, Molini, Scabbiamara, Vicomezzano, Vicosoprano, Villa Cerro, Villa Piano che entrarono a far parte della provincia di Bobbio. Dopo il 1859, e con l'Unità d'Italia, le suddette frazioni avetane erano nel circondario di Bobbio assegnato alla nuova provincia di Pavia; quindi dal 1923 al 1926 le località passarono nel circondario di Chiavari. Il rimanente territorio venne aggregato direttamente a Santo Stefano d'Aveto nella provincia di Chiavari sotto la divisione di Genova. Dal 1859 al 1926 il territorio fu compreso nel IV mandamento di Santo Stefano d'Aveto del circondario di Chiavari dell'allora provincia di Genova, nel Regno d'Italia.
Il comune di Rezzoaglio venne nuovamente ricostituito a partire dal 1918, assieme alle principali frazioni di Alpepiana, Cabanne, Magnasco e Priosa, anche se la scelta della sede comunale, per il termine della prima guerra mondiale e le lungaggini burocratiche, con alterne vicende e ricorsi, vide la sua piena operatività verso il 1921.
Dal 1973 al 30 aprile 2011 ha fatto parte della Comunità montana Valli Aveto, Graveglia e Sturla.

### Simboli
Stemma
Gonfalone
Lo stemma e il gonfalone sono stati concessi con il decreto del presidente della Repubblica del 24 aprile 1997. Lo scudo riunisce gli stemmi delle famiglie Fieschi, Doria e Malaspina.

## Monumenti e luoghi d'interesse

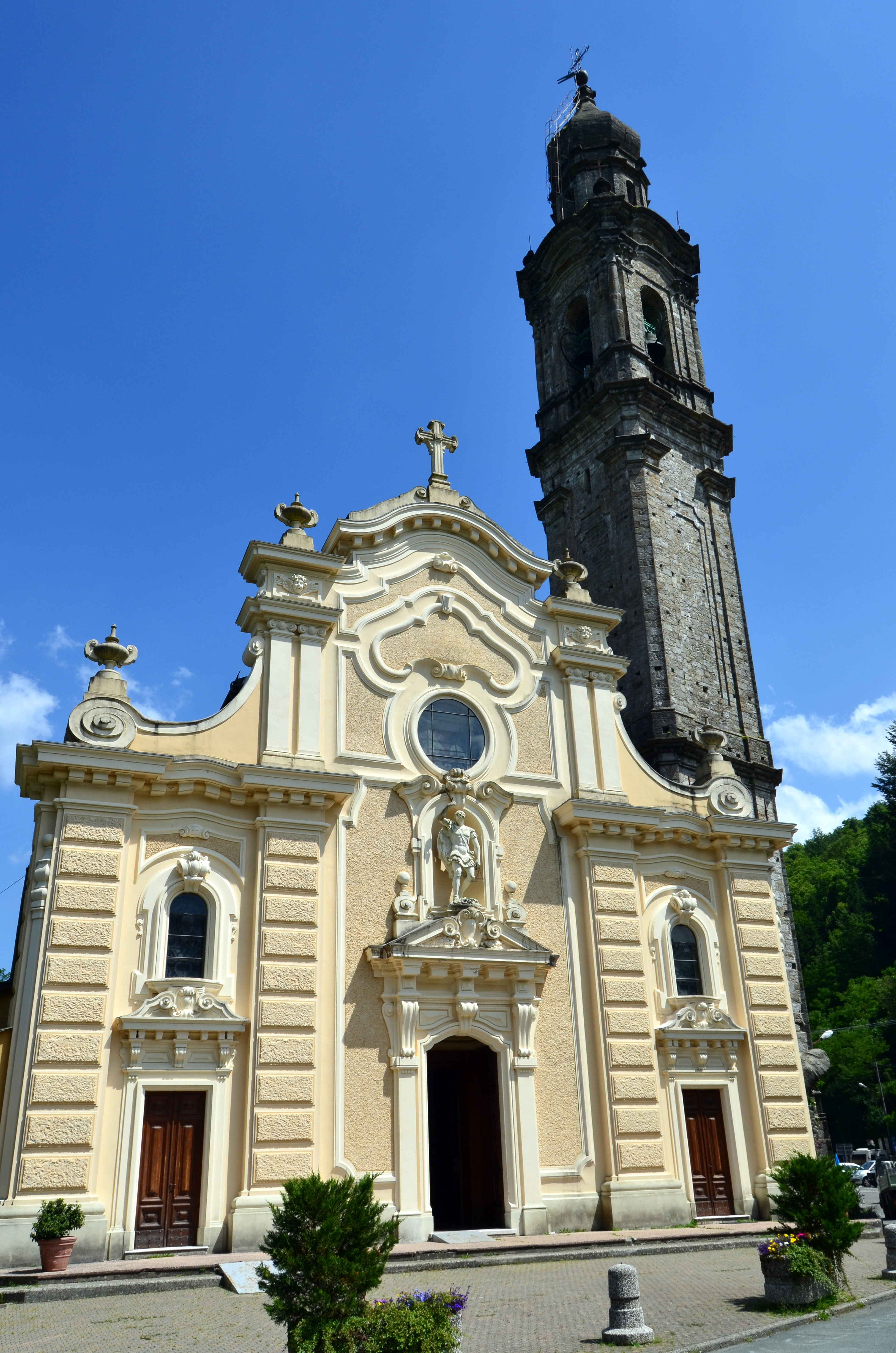
La chiesa parrocchiale di San Michele Arcangelo nel capoluogo di Rezzoaglio

### Architetture religiose
Le parrocchie dipendono dal vicariato di Bobbio, Alta Val Trebbia, Aveto e Oltre Penice della diocesi di Piacenza-Bobbio.
- Chiesa parrocchiale di San Michele Arcangelo nel capoluogo comunale. Fu costruita nella seconda metà del XVIII secolo, rifatta nell'Ottocento e rimaneggiata nel 1929.
- Oratorio di San Terenziano nel capoluogo comunale, dipendente dalla parrocchia di Rezzoaglio. Edificato nel XVI secolo, con citazione in un documento del 1575, conservava fino al 1611 una statua ritraente il santo titolare, ora custodita nella parrocchiale di San Michele.
- Chiesa parrocchiale di San Pietro apostolo nella frazione di Alpepiana. Il precedente edificio venne demolito da un evento franoso nel corso del XVIII secolo. L'attuale chiesa è stata costruita tra il 1804 e il 1813, con la consacrazione il 7 agosto 1813, e l'erezione a parrocchia negli stessi anni.
- Oratorio della Beata Vergine di Fatima nella frazione di Alpepiana, in località Lovari, dipendente dalla parrocchia di Alpepiana.
- Oratorio di San Rocco nella frazione di Alpepiana, in località Secorte, dipendente dalla parrocchia di Alpepiana.
- Oratorio della Beata Vergine del Suffragio nella frazione di Alpepiana, in località Secorte, dipendente dalla parrocchia di Alpepiana.
- Chiesa parrocchiale di Santa Maria Maggiore nella frazione di Brignole. Edificata tra il XVII e il XVIII secolo, la sua comunità parrocchiale fu distaccata dalla matrice di Rezzoaglio nel 1921[12].
- Chiesa parrocchiale di San Bernardo nella frazione di Cabanne.In cantoria lignea, sopra il portale d'ingresso, è ubicato l'organo storico costruito nel 1905 dalla ditta Giuseppe Cavalli di Piacenza. Dalla parrocchia dipendono:

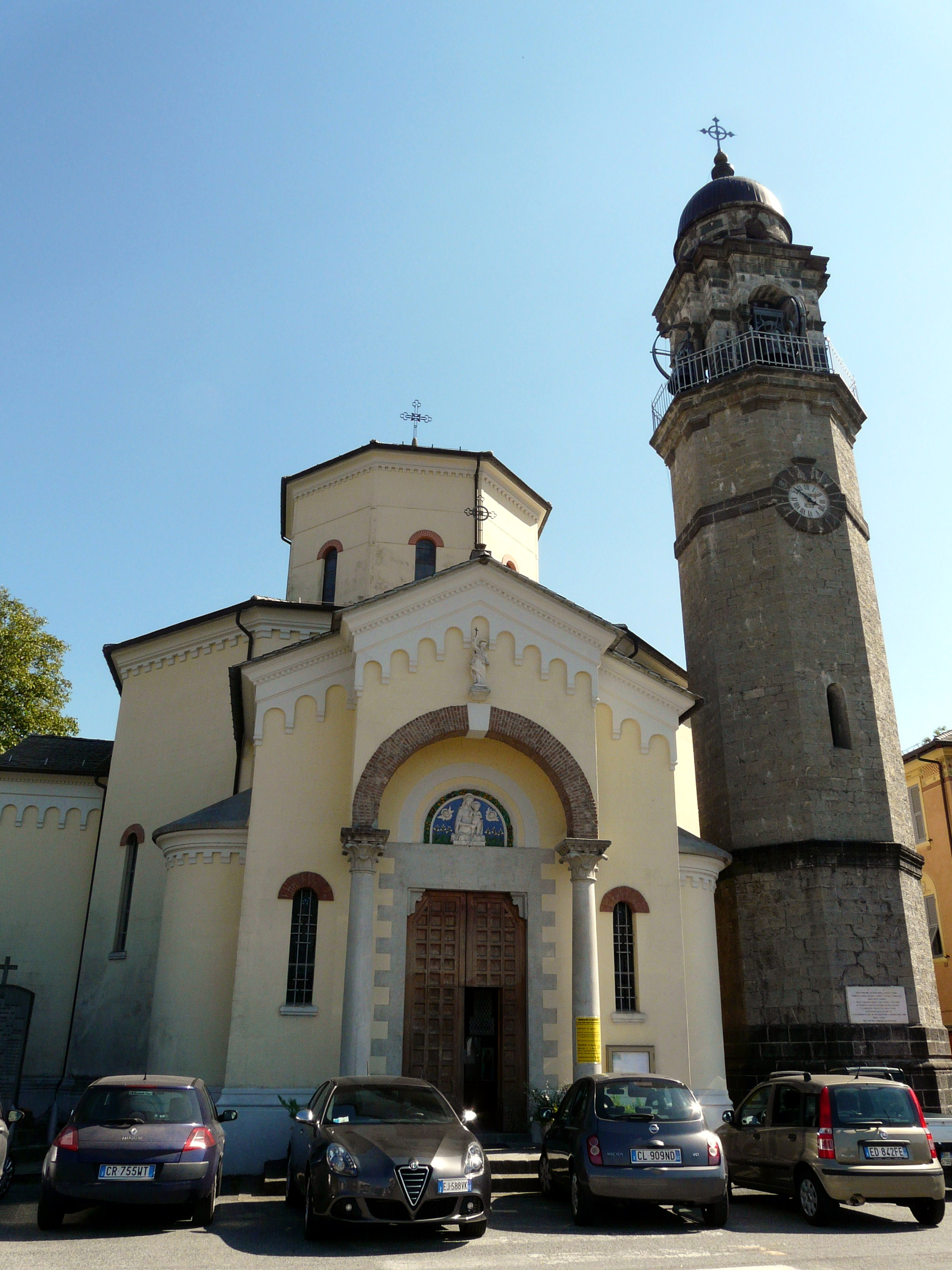
La chiesa parrocchiale di San Bartolomeo presso la frazione di Magnasco

- Cappella nella frazione di Calzagatta. Nominata assieme alle sue terre in diversi atti notarili del XVII secolo e forse sede di un antico castello o fortificazione, la cappelletta fu costruita da un certo Repetti - detto Crimea - nel 1877. Secondo le fonti storiche fu eretta da quest'ultimo per essere sopravvissuto alla Guerra di Crimea (1853-1856) durante il governo di Camillo Benso, conte di Cavour. All'interno è presente una piccola statua in marmo raffigurante la Madonna con il Bambino Gesù. Oggi la cappella è di proprietà privata.

- Cappella nella frazione di Cardenosa, posta sullo spartiacque con la val Trebbia. Secondo alcuni studi è risalente alla seconda metà del XIX secolo e durante la seconda guerra mondiale fu in prossimità dell'edificio campo di battaglia, nel 1945, tra i partigiani della Resistenza italiana e i nazi-fascisti. Nel 2006, grazie al contributo del locale consorzio dei funghi e di altri volontari, è stato rifatto l'originale tetto in ardesia. All'interno era presente una statua marmorea, sottratta da un furto, raffigurante Nostra Signora di Montebruno, ex voto donata da Agostino Biggio - detto Scolaro - in merito alla guarigione dalla silicosi contratta nelle miniere americane.
- Chiesa parrocchiale di San Bartolomeo apostolo nella frazione di Magnasco.
- Oratorio di San Giacomo nella frazione di Parazzuolo, dipendente dalla parrocchia di Cabanne. Edificata probabilmente nel XVII secolo, venne profondamente modificata nel corso dell'Ottocento.
- Chiesa parrocchiale di San Giovanni Battista nella frazione di Priosa.
- Oratorio della Madonna dell'Aiuto nella frazione di Scabbiamara, dipendente dalla parrocchia di Cabanne.
- Chiesa parrocchiale di San Giuseppe nella frazione di Vicosoprano. Già esistente nel Seicento come cappella, nel corso del XVIII secolo l'edificio venne ampliato con la costruzione delle due navate laterali e del campanile. Tra il 1949 e il 1950 venne restaurata la facciata e rifatto il portale, mentre al 1964 è risalente la costruzione di una nuova zona absidale con l'allungamento della navata. La parrocchia venne eretta con decreto del vescovo di Casale Monferrato Jean-Chrysostome de Villaret nel 1807.
- Oratorio della Madonna dei Miracoli nella località di Villagarba, dipendente dalla parrocchia di Cabanne.
- Chiesa parrocchiale di San Rocco nella frazione di Villanoce. Edificata nei primi decenni del XX secolo, la sua parrocchia venne istituita nel 1921; il campanile venne realizzato nel 1956 con la raffigurazione pittorica del santo dentro un riquadro in pietra.
- Chiesa di San Lorenzo nella frazione di Villa Cella, dipendente dalla parrocchia di Rezzoaglio. Tra le chiese più antiche della val d'Aveto, anticamente era unita ad una cella monastica fondata nel Medioevo dai monaci benedettini del monastero pavese di San Pietro in Ciel d'Oro. Già dedicata all'arcangelo Michele, al 1655 risale la dedicazione a san Lorenzo. Nel 1987 venne restaurato il campanile.

### Architetture civili

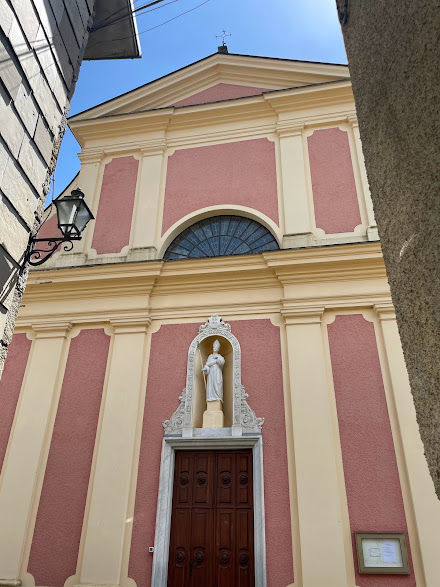
La chiesa parrocchiale di San Bernardo presso la frazione di Cabanne

- Palazzetto Della Cella nella frazione di Cabanne. Residenza nobiliare dei signori locali Della Cella, la costruzione della casa-fortezza è risalente al XVI secolo e, secondo le fonti storiche, fu eretta su preesistenti edifici appartenuti ai signori nobiliari da Antonio Doria. Quest'ultimo divenne infatti signore feudale del feudo di Santo Stefano d'Aveto e la costruzione di tale edificio a Cabanne fu voluta per riscuotere i pedaggi da chi proveniva dalla strada che immetteva in valle Sturla. A lato dell'edificio nobiliare è presente un antico portale risalente al 1791. Qui nacque l'esploratore e scienziato Paolo Della Cella, rampollo dell'omonima casata, nel 1792 il quale esplorò il continente africano ai primi anni del XIX secolo.
- Mulino di Brugnoni. Secondo alcune fonti[13] già nel XVI secolo è testimoniata la presenza di un primo mulino, citato in un documento del commissario feudale datato al 1593. L'attuale mulino, secondo l'epigrafe del portale, è risalente al 1856.
- Ponte di Alpepiana sul fiume Aveto.
- Ponte di Esola. Risalente al 1825 fu eretto in stile romanico dagli stessi abitanti della frazione per attraversare con maggiore sicurezza il sottostante fiume Aveto. Ad unica arcata presenta al centro un'effigie della Vergine Maria con riportante la scritta in lingua latina Ne tibi si grave- Dicere: Mater ave.
- Ruderi delle mura del castello di Rezzoaglio[14].
- Resti della casa-torre di Brignole.
- Ruderi della casa-torre di Casoni del Piano.
- Resti del castello di Esola.
- Resti del castello di Mileto.
- Resti dei castelletti della Moglia.

### Aree naturali
- Lago delle Lame, presso l'omonima foresta all'interno del parco naturale regionale dell'Aveto, ubicato a 1.048 metri s.l.m. alle pendici del monte Aiona. Esteso per circa 3600 m² e profondo al centro circa 8 m, è uno dei pochi laghi glaciali della Liguria.

## Società

### Evoluzione demografica
Abitanti censiti

### Etnie e minoranze straniere
Secondo i dati Istat al 31 dicembre 2022, i cittadini stranieri residenti a Rezzoaglio sono 51, così suddivisi per nazionalità, elencando per le presenze più significative:
1. Albania, 25

## Cultura

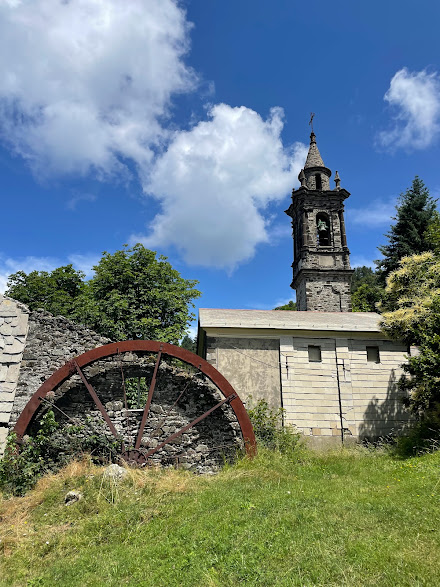
Scorcio del mulino e della chiesa parrocchiale di San Lorenzo presso Villa Cella

### Eventi
Annualmente si svolge, nel mese di luglio presso il lago delle Lame, una rievocazione storica del mondo dei celti liguri che qui presso il lago sopravvissero nonostante le temperature e la scarsità di prodotti dovuta agli stretti intervalli tra inverni lunghi e freddi.
Questi popoli vivevano principalmente di caccia, un poco di allevamento e ciò che il territorio gli forniva, miele, frutti silvestri etc..
In questa manifestazione - denominata "Celtic Festival" - viene riprodotta di anno in anno l'atmosfera che si respirava 2000 anni fa, con campi celti che riproducono la vita del popolo in dettaglio, scene di guerra non cruente, artigianato dell'epoca, balli, cerimonie religiose e tanto altro.

## Geografia antropica

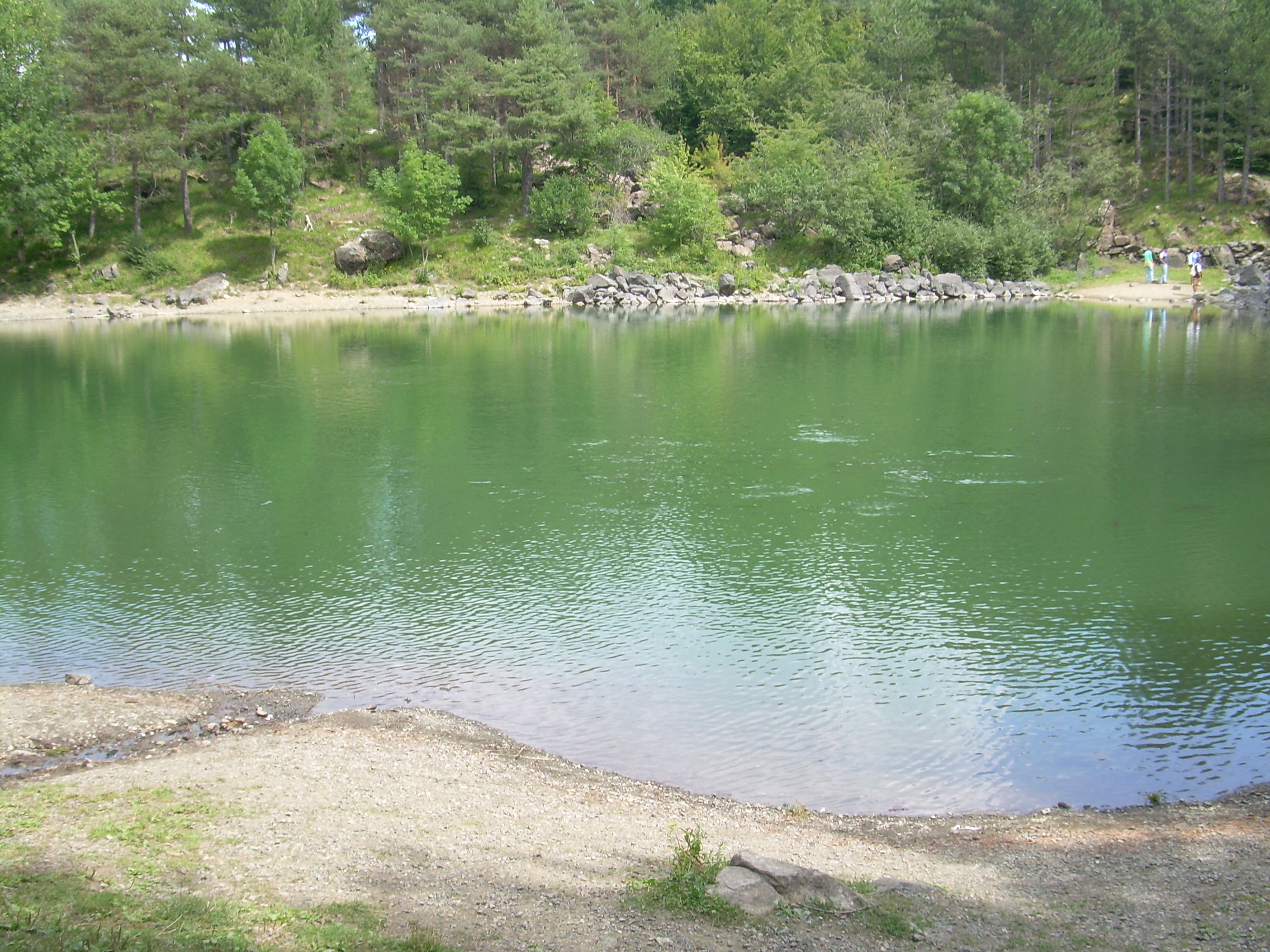
Il lago delle Lame

Per la sua estensione amministrativa, è il secondo territorio comunale più grande del territorio metropolitano e il terzo, dopo Genova e Varese Ligure, della regione.
Il comune è costituito dalle frazioni di Alpepiana, Brignole, Brugnoni, Cabanne, Ca' degli Alessandri, Ca' de Bertè, Calcinara, Calzagatta, Cardenosa, Casaleggio, Cascine, Cerisola, Cerro, Codorso, Cognoli, Costafigara, Ertola, Esola, Farfanosa, Garba, Ghierto, Gropparolo, Isola Rotonda, Isoletta, Lago delle Lame, Lisorastro, Lovari, Magnasco, Mandriole, Mileto, Molini, Monte, Noci, Parazzuolo, Pian di Fontana, Pianazze, Piandomestico, Villa Piano, Prato della casa, Priosa, Rezzoaglio Basso, Rocca, Roncopiano, Salto, Sbarbari, Scabbiamara, Segaglia, Tecchia, Ventarola, Vicomezzano, Vicosoprano, Villa Cella, Villa Cerro, Villanoce per un totale di 104,72 km2.
Confina a nord con i comuni di Ottone e Ferriere in provincia di Piacenza, a sud con Favale di Malvaro, Lorsica, Orero, San Colombano Certenoli e Borzonasca, ad ovest con Rovegno, Fontanigorda, Montebruno e l'exclave di Barbagelata (Lorsica) e ad est con Santo Stefano d'Aveto.

## Economia
Come in passato, lo sfruttamento boschivo e l'attività agricola rimangono le principali risorse economiche del paese avetano. Vi si coltivano diversi prodotti agricoli quali ortaggi, cereali e frutta e, dall'allevamento del bestiame, si ricavano locali produzioni lattieri-caseari. Sono altresì presenti piccole e medie industrie attive nella lavorazione del legno e nel settore alimentare. Recentemente il paese si è dedicato inoltre al settore turistico, specie nel periodo estivo.

## Infrastrutture e trasporti

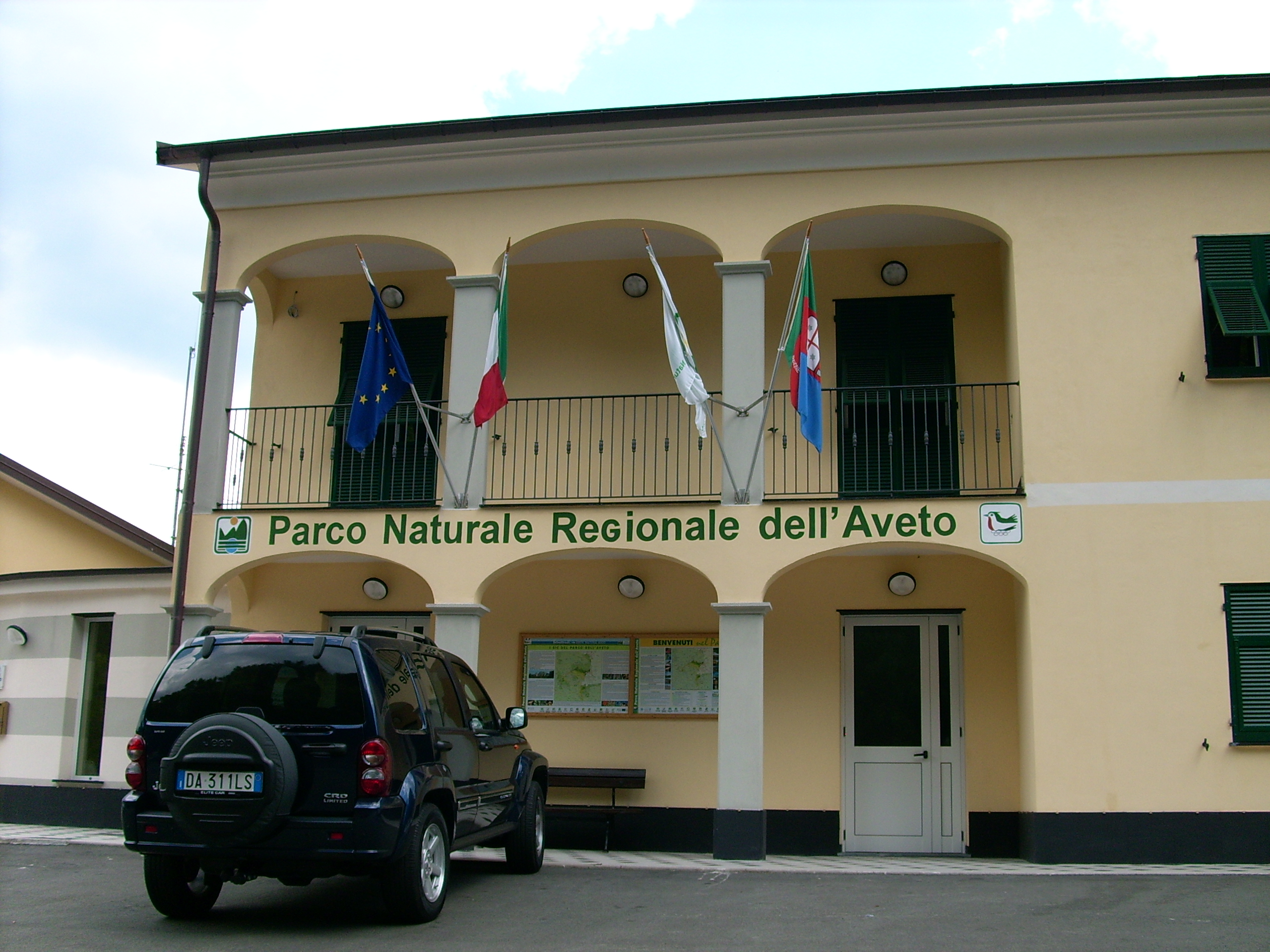
La sede di Rezzoaglio del parco naturale regionale dell'Aveto

### Strade
Rezzoaglio è situata lungo la strada statale 586 della Valle dell'Aveto la quale parte da Marsaglia, nel comune di Corte Brugnatella nel piacentino, dalla strada statale 45 di Val Trebbia, prosegue all'inizio della val d'Aveto, che dà il nome alla strada.
Segue praticamente il corso del fiume Aveto, su un percorso tipicamente montano e si dirige verso sud attraversando i principali centri di Salsominore, Cattaragna e Boschi - nel comune di Ferriere - dopo il quale entra in Liguria collegandosi con Carasco e Santo Stefano d'Aveto. Proprio quest'ultima località montana è collegata con Rezzoaglio tramite la strada statale 654 di Val Nure.

### Mobilità urbana
Il servizio di trasporto pubblico locale dell'AMT permette in diverse fasce orarie il regolare collegamento del comune avetano con la costa, presso il capolinea di Chiavari; per la val Trebbia, fino a Bobbio, si diparte invece il percorso servito dalle autolinee pubbliche dell'azienda piacentina Società Emiliana Trasporti Autofiloviari che forniscono regolare servizio di trasporto lungo la val d'Aveto, passando per Santo Stefano d'Aveto e Marsaglia (Corte Brugnatella).

## Amministrazione

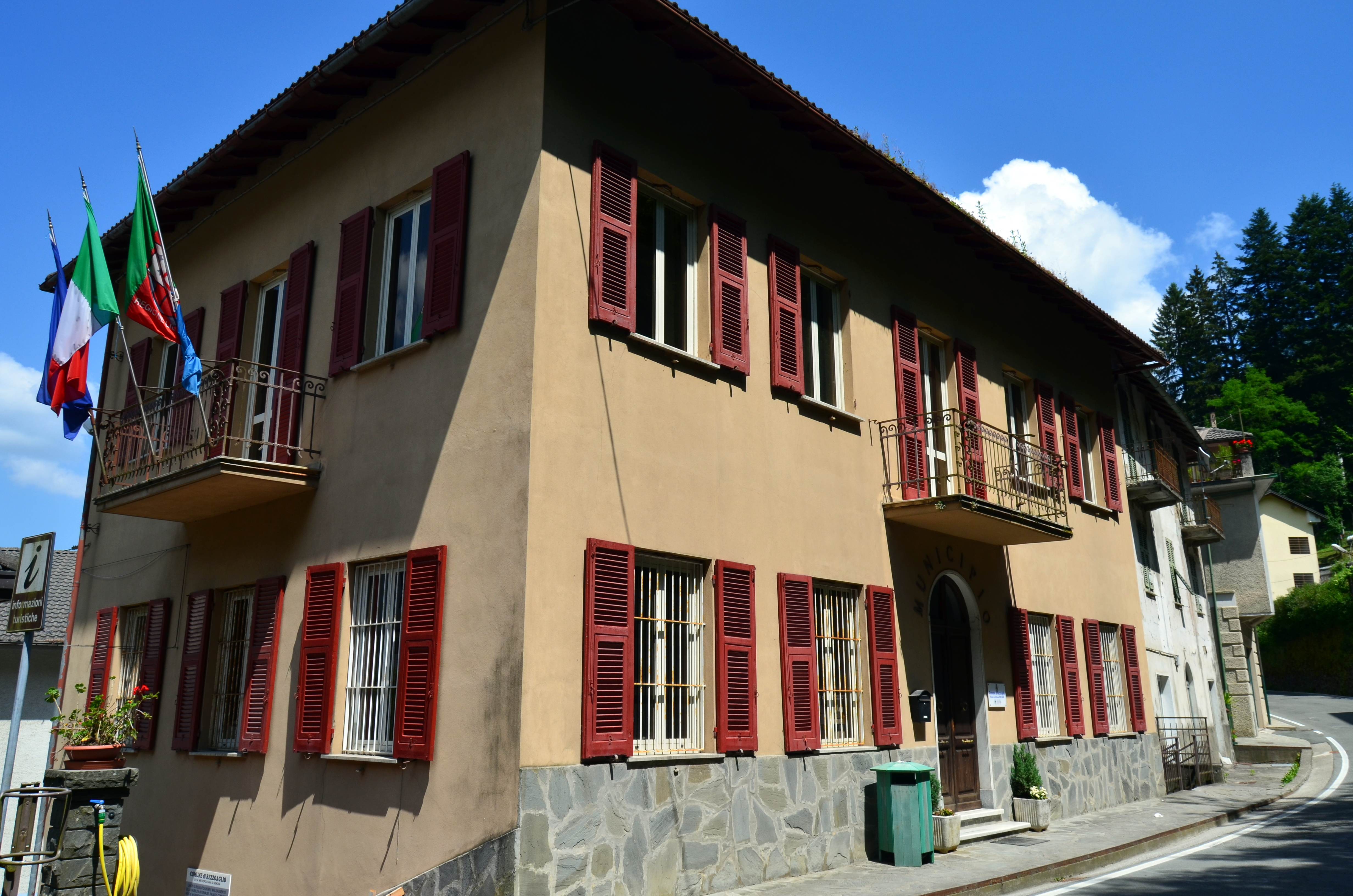
Il municipio

| Periodo        | Periodo        | Primo cittadino    | Partito                                         | Carica  | Note   |
| -------------- | -------------- | ------------------ | ----------------------------------------------- | ------- | ------ |
| 1961           | 1964           | Francesco Sbertoli |                                                 | Sindaco |        |
| 1965           | 14 giugno 1985 | Arturo Cella       | Democrazia Cristiana                            | Sindaco |        |
| 14 giugno 1985 | 6 giugno 1990  | Arturo Cella       | Democrazia Cristiana                            | Sindaco |        |
| 30 giugno 1990 | 24 aprile 1995 | Arturo Cella       | Democrazia Cristiana                            | Sindaco |        |
| 24 aprile 1995 | 14 giugno 1999 | Alessandro Mariani | lista civica                                    | Sindaco |        |
| 14 giugno 1999 | 14 giugno 2004 | Silvio Cella       | Rinascita (lista civica di centro-sinistra)     | Sindaco |        |
| 14 giugno 2004 | 8 giugno 2009  | Silvio Cella       | Rinascita (lista civica di centro-sinistra)     | Sindaco |        |
| 8 giugno 2009  | 26 maggio 2014 | Roberto Fontana    | Rinascita (lista civica di centro-sinistra)     | Sindaco |        |
| 26 maggio 2014 | 27 maggio 2019 | Daniele Mareschi   | L'Aveto Libertà (lista civica di centro-destra) | Sindaco | [ 20 ] |
| 27 maggio 2019 | 10 giugno 2024 | Marcello Roncoli   | Crescere (lista civica)                         | Sindaco |        |
| 10 giugno 2024 | in carica      | Massimo Fontana    | Fare! (lista civica)                            | Sindaco |        |

### Altre informazioni amministrative
Rezzoaglio fa parte dell'Unione dei comuni montani dell'Alta Val d'Aveto.